# Le Martyre de saint Pierre (Preti)
Pour les articles homonymes, voir Le Martyre de saint Pierre.
Le Martyre de saint Pierre est une peinture à l'huile, réalisée par Mattia Preti au XVIIe siècle, conservée au musée de Grenoble.

## Histoire
Le tableau fut acquis par le musée en 1828, après être passé par les collections du  Palais Royal (inscrit en 1728). 

## Thème
Après avoir confondu Simon le magicien, Pierre est condamné à mort, le martyre qu'il subit, exécuté par les soldats de l'Empire romain, est un crucifiement qu'il demanda subir la tête en bas, par humilité.

## Description
Les bourreaux ayant accroché Pierre par les pieds sur le haut de la  croix, la relève à l'aide de cordages et d'un hauban. Des nuées surgit un ange, et des soldats équipés de casque, assistent à la scène depuis la gauche de la composition. 
Un personnage à droite portant une coiffure rouge dirige l'exécution par un geste de la main droite levée. On retrouve la couleur rouge dans la culotte de l'homme relevant la croix. Le reste de la composition est dans les tons bruns.